# Dardaner (Ilias)
Die Dardaner (griech. Δάρδανοι) sind ein mythischer Volksstamm, der nach der Ilias in der kleinasiatischen Landschaft Troas lebte und in engsten Beziehungen zu den Troiern stand. Troier und Dardaner haben gemäß Homer denselben Stammvater Dardanos. Die Erzählung der Ilias belässt es im Unklaren, ob es sich bei Troiern und Dardanern um zwei eng verwandte Stämme oder aber um ein und dasselbe Volk handelt, das nur unter zwei Namen bekannt ist. 
Die Hauptstadt der Dardaner lag am Berg Ida und hieß Dardania. Auch dabei könnte es sich um ein Synonym für Troja handeln. In ägyptischen Quellen wird ein Land „Dardanja“ genannt, das Hilfstruppen für die Hethiter stellte, die 1274 v. Chr. in der Schlacht von Kadesch gekämpft haben. Dieses „Dardanja“ dürfte mit dem Land der homerischen Dardaner identisch sein.
Ob zwischen den kleinasiatischen Dardanern Homers und dem illyrischen Volk der Dardaner auf dem Balkan, das seit dem 5. Jahrhundert v. Chr. in historischen Quellen bezeugt ist, eine Beziehung besteht, lässt sich nicht nachweisen.

## Die Dardaner in der Ilias
In Homers Epos werden die Dardaner an mehr als einem Dutzend Stellen erwähnt. Im zweiten Gesang heißt es:
Dort nun teilten die Troer in Reihen sich, und die Genossen.
Erst den Troern gebot der helmumflatterte Hektor der Dardaner,
Priamos Sohn; ihm folgte das mehreste Volk und das beste,
Wohlgeordnet zur Schlacht, voll Muts die Speere bewegend.
Drauf vor den Dardanern ging Äneias einher, des Anchises
Starker Sohn, den ihn Aphrodite gebar auf des Idas
Waldigen Höhn, … (Ilias II, 815–821)
An dieser Stelle ist also von zwei Stämmen unter ihren je eigenen Befehlshaber, Hektor für die Troier und Aeneias für die Dardaner die Rede.
In den Reden der Helden werden häufig Troier, Dardaner und andere Verbündete angesprochen:
Jetzt erhub die Stimme der Völkerfürst Agamemnon:
Hört mein Wort, ihr Troer, ihr Dardaner, und ihr Genossen!
Offenbar ist Sieger der streitbare Held Menelaos.
Gebt denn Helena jetzt die Argeierin … (III, 455–458)
Auch die Troer kamen auf Ilios Burg zur Versammlung,
Schreckenvoll und verwirrt, vor Priamos’ hohem Palaste;
Und vor ihnen begann der verständige Held Antenor:
Hört mein Wort, ihr Troer, ihr Dardaner, und ihr Genossen, … (VII, 345–348)
Also redete jener, und setzte sich. Wieder erhub sich
Priamos, Dardalios Enkel, an Rat den Unsterblichen ähnlich;
Dieser begann wohlmeinend, und redete vor der Versammlung:
Hört mein Wort, ihr Troer, ihr Dardaner, und ihr Genossen, … (VII, 365–368)
Ihr Troier, ihr Dardaner und ihr Genossen ist dabei die am häufigsten gebrauchte Anrede Diese lässt aber keinen endgültigen Schluss zu, ob ein Stamm oder zwei angesprochen werden. Manchmal werden als weitere Verbündete noch die Lykier erwähnt. Dann scheint die Formulierung eher auf eine deutliche Unterscheidung zwischen Dardanern und Troiern zu deuten:
Hektor anjetzt ermahnte mit lautem Rufe die Troer:
Troer, und Lykier ihr, und Dardaner, Kämpfer der Nähe,
Seid nun Männer, o Freunde, und gedenkt des stürmenden Mutes! (VIII, 172–174)
An anderen Stellen wieder ist von Troiern und Dardanionen die Rede, dabei wird die gemeinsame Abstammung der Heerführer betont, unklar bleibt trotzdem, ob die beiden Stämme noch eine Einheit bilden:
Jene noch saßen im Rat, die Troer und Dardanionen, … (VII, 414)
Ihm antwortete drauf der gerenische reisige Nestor:
Wehe mir, Tydeus’ Sohn, des Feurigen, welcherlei Rede!
Denn wofern dich Hektor auch feig’ einst nennet und kraftlos,
Niemals glauben ihm doch die Troer und Dardanionen, … (VIII, 154)
Schließlich wird Troia mehrmals als dardanische Stadt bezeichnet. Dies kann entweder so interpretiert werden,
- dass die Nachfahren des Dardanos Ilion gegründet haben und später eine Trennung der beiden Stämme erfolgte,
- dass Troia eine weitere Stadt neben Dardania im dardanischen Reich war, oder aber
- das Ilion und Dardania ein und dieselbe Stadt sind und damit auch Dardaner und Troier dasselbe Volk:

So barg Hektor sich nicht dem mutigen Renner Achilleus.
Wenn er auch oft ansetzte, zum hohen dardanischen Tore … (XXII, 193–194)